# Ива травянистая
И́ва травяни́стая (лат. Sálix herbacéa) — вид кустарничков рода Ива (Salix) семейства Ивовые (Salicaceae).

## Название
В русском языке также встречаются названия таловый ерник, таловая карла, ивница.

## Ботаническое описание

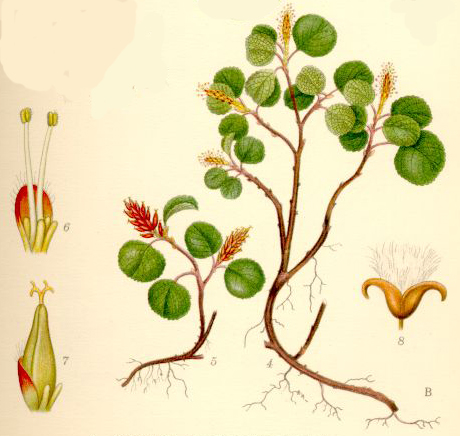

Стелющийся кустарничек с деревянистыми укореняющимися ветвями.
Молодые ветви жёлтого цвета, старые — тёмно-бурые или почти чёрные.
Листья скученные, на концах ветвей по два, округлые, почковидные, иногда яйцевидные, голые, 0,5—2,5 см длиной и 0,4—2,5 см шириной.
Серёжки появляются одновременно с листьями, 4—18-цветковые, широко-обратнояйцевидные, зеленовато-жёлтого или бледно-фиолетового цвета.
Плод — коробочка 5—6 мм длиной.

## Химический состав
Листья содержат (от абсолютно сухих веществ в %): золы 4,5, протеина 17,5, жира 3,2, клетчатки 19,1, БЭВ 55,7.

## Хозяйственное значение и использование
Хорошо поедается северным оленем (Rangifer tarandus). Приспособлена к выпасу и развивается в тундре за счет уничтожаемых потравой лишайников. Также поедается крупно рогатым скотом и лошадьми.
Настой листьев на воде у полярных народов употреблялся для дубления кож.

## Классификация

### Таксономия
- Salix herbacea L., 1753, Sp. Pl. : 1018

Вид Ива травянистая включается в род Ива (Salix) семейства Ивовые (Salicaceae) порядка Мальпигиецветные (Malpighiales), последовательно входящего в более крупные клады Фабиды → Розиды → Суперрозиды → Эвдикоты → Цветковые растения. Таксономическая схема в соответствии с Системой APG IV по состоянию на июнь 2024 года:
|  |                          |  |                                   |                                   |                  |  | еще 35 семейств | еще 35 семейств |                     |  |  |  | еще 625 подтвержденных видов и 1 028 видов, ожидающих подтверждения |
|  |                          |  |                                   |                                   |                  |  | еще 35 семейств | еще 35 семейств |                     |  |  |  | еще 625 подтвержденных видов и 1 028 видов, ожидающих подтверждения |
|  |                          |  |                                   | порядок Мальпигиецветные          |                  |  |                 |                 | род Ива             |  |  |  |                                                                     |
|  |                          |  |                                   | порядок Мальпигиецветные          |                  |  |                 |                 | род Ива             |  |  |  |                                                                     |
|  | клада Цветковые растения |  |                                   |                                   | семейство Ивовые |  |                 |                 | вид Ива травянистая |  |  |  |                                                                     |
|  | клада Цветковые растения |  |                                   |                                   | семейство Ивовые |  |                 |                 |                     |  |  |  |                                                                     |
|  |                          |  | ещё 63 порядка цветковых растений | ещё 63 порядка цветковых растений |                  |  |                 | еще 55 родов    | еще 55 родов        |  |  |  |                                                                     |
|  |                          |  |                                   | ещё 63 порядка цветковых растений |                  |  |                 |                 | еще 55 родов        |  |  |  |                                                                     |

### Синонимы
- Ripselaxis herbacea (L.) Raf.
- Salix herbacea f. herbacea